# الثمن (فلم)
الثمن هو فيلم دراما وغموض مصري من إنتاج عام 2016، الفيلم من إخراج هشام عيسوي وأحمد صلاح وكتابة أمل عفيفي. الفيلم مأخوذ عن رواية ديما لأمل عفيفي، الفيلم بطولة عمرو يوسف وصبا مبارك وصلاح عبدالله وعبدالعزيز مخيون

## القصة
يقوم صفوت بتكليف مجدي سائق التاكسي الكادح بمهمة اغتيال المفكر والكاتب الروائي جلال محمود بدعوى أنه رجل فاسق وملحد، فيدخل مجدي في دوامة من الحيرة حول وجوب فعله لذلك، وفي نفس الوقت تعاني ديما اللاجئة السورية وزوجة صفوت من قسوته المفرطة نحوها واستغلاله إياها فتحاول الخروج عن طوعه.

## طاقم العمل
- هشام عيسوي (مخرج)
- احمد صلاح محمد (مخرج مساعد)
- أمل عفيفي (مؤلف) (اقتباسًا عن روايتها (ديما))

## بطولة
حسب الظهور
| - عمرو يوسف مجدي - صلاح عبد الله صفوت - صبا مبارك ديما - عبد العزيز مخيون جلال محمود - أمل صديق:سكرتيرة جلال - أحمد فوزي صالح: أحد الحاضرين بالندوة | - سهر الصايغ:هدى - مجدي بدر: شريف - زكي لوجو: عم إبراهيم - مصطفى عبد اللطيف: دكتور - أحمد عبد الله محمود:محسن محمود - جانا درويش: ابنة جلال | - عزوز عادل: مخرج المسرح - شريف باهر : زينهم - أشرف أمين: سيد - أوليفيا: موظفة البنك - رشدي: عميل البنك - مها البدري: زوجة جلال | - علي سيف: بائع الجرائد - بلال إبراهيم: رجل القهوة - اياد داود: الشيخ في التليفزيون - سارة النجار: موظفة بالمستشفى - سيف الأسواني: سعد - أحمد ياسر: طفل شارع |

## روابط خارجية
- مقالات تستعمل روابط فنية بلا صلة مع ويكي بيانات